# Belgien i olympiska vinterspelen för ungdomar 2024
Belgien deltog vid olympiska vinterspelen för ungdomar 2024 i Gangwon i Sydkorea mellan den 19 januari och 1 februari 2024. Det var fjärde gången som Belgien tävlade vid olympiska vinterspelen för ungdomar efter att ha deltagit i varje upplaga sedan den första upplagan 2012.
Belgiens trupp bestod av två manliga idrottare som tävlade i två sporter. Short track-skridskoåkaren Lowie Dekens var landets fanbärare under öppningsceremonin.

## Tävlande
Följande är en lista över antalet tävlande som deltog i spelen per sport/disciplin.
| Sport            | Herrar | Damer | Totalt |
| ---------------- | ------ | ----- | ------ |
| Alpin skidåkning | 1      | 0     | 1      |
| Short track      | 1      | 0     | 1      |
| Totalt           | 2      | 0     | 2      |

## Alpin skidåkning
Belgien hade en manlig alpin skidåkare som kvalificerat sig.
Herrar
| Idrottare      | Gren       | Åk 1  | Åk 1      | Åk 2  | Åk 2      | Totalt  | Totalt    |
| Idrottare      | Gren       | Tid   | Placering | Tid   | Placering | Tid     | Placering |
| -------------- | ---------- | ----- | --------- | ----- | --------- | ------- | --------- |
| Christos Bouas | Storslalom | 52,27 | 34        | 48,93 | 33        | 1.41,20 | 30        |
| Christos Bouas | Slalom     | 49,85 | 29        | 54,12 | 14        | 1.43,97 | 15        |

## Short track
Belgien hade en manlig short track-skridskoåkare som kvalificerat sig.
Herrar
| Idrottare    | Gren    | Heat     | Heat      | Kvartsfinal      | Kvartsfinal      | Semifinal        | Semifinal        | Final            | Final            |
| Idrottare    | Gren    | Tid      | Placering | Tid              | Placering        | Tid              | Placering        | Tid              | Placering        |
| ------------ | ------- | -------- | --------- | ---------------- | ---------------- | ---------------- | ---------------- | ---------------- | ---------------- |
| Lowie Dekens | 500 m   | 43,758   | 4         | Gick inte vidare | Gick inte vidare | Gick inte vidare | Gick inte vidare | Gick inte vidare | Gick inte vidare |
| Lowie Dekens | 1 000 m | 1.41,848 | 4         | Gick inte vidare | Gick inte vidare | Gick inte vidare | Gick inte vidare | Gick inte vidare | Gick inte vidare |
| Lowie Dekens | 1 500 m | —        | —         | 2.18,473         | 4 q              | 2.34,308         | 5                | Gick inte vidare | Gick inte vidare |